# Bob Martin
Bob Martin (Krasnoyarsk, Sibéria, 7 de junho de 1922  – Viena, 13 de janeiro de 1998) foi um cantor austríaco que foi o primeiro representante austríaco no Festival Eurovisão da Canção 1957. O primeiro cantor austríaco no Festival Eurovisão da Canção foi Freddy Quinn que representou a Alemanha no Festival Eurovisão da Canção 1956. Martin cantou em  alemão a canção "Wohin, kleines Pony?" (Onde, Pequeno Pony?), que se classificou em décimo e último lugar. Ele recebeu três pontos: um dos Países Baixos e dois do Reino Unido. Ele foi muito popular no sul da Áustria.